# Reyer Venezia 1940-1941
Questa voce raccoglie le informazioni riguardanti la Reyer Venezia nelle competizioni ufficiali della stagione 1940-1941

## Stagione
La Reyer Venezia arrivò al quarto posto su 10 squadre della serie A di pallacanestro.

## Roster
- Amerigo Penzo
- Armando Fagarazzi
- Luciano Montini
- Enrico Garbosi
- Leo Pontello
- Marcello De Nardus
- Giuseppe Stefanini
- Sergio De Nardus
- Allenatore: Carmelo Vidal[1]